# Ikkyō
Die Bezeichnung Ikkyō (jap. 一教) wird in verschiedenen japanischen Kampfkünsten verwendet, u. a. im Judo und im Aikidō und bezeichnet in jeder Disziplin eine andere Technik. Sie tragen nur denselben Namen. Der Artikel bezieht sich auf Aikidō, wo Ikkyō einen Bewegungsablauf bezeichnet, der mit einer Haltetechnik endet (Ude osae 腕押さえ, Armstreck-Griff).
Zusammen mit Shihō nage, Irimi nage und Kote gaeshi zählt Ikkyō im Aikidō zu den Basistechniken.

## Namensgebung
Im Japanischen bezeichnet die erste Silbe Ichi "den ersten in einer Rangfolge". Kyō bezeichnet in den Kampfkünsten "technisches Prinzip, Anwendung". Somit ist Ikkyō die erste Technik in einer Reihenfolge.

## Ursprung der Bewegung
Im Aikidō wurden die Techniken abgeleitet von der Handhabung des japanischen Schwertes, des Katana. Das Schwert wird traditionell in der Scheide links im Gürtel getragen. Die Klinge weist nach oben, der Griff nach vorne. Das Ziehen wird mit der rechten Hand ausgeführt, bis das Schwert die Scheide verlassen hat. Die linke Hand fasst darauf den Griff des Schwertes am hinteren Ende. Aus taktischen Gründen kann das Schwert situativ auch links gezogen werden.
Die Bewegung Ikkyo entspricht dem Ziehen des Schwertes aus der Scheide und entsteht, indem die linke Hand die Scheide am oberen Ende fasst. Mit der rechten Hand wird das Schwert zuerst nach vorne gezogen, bis die Schwertspitze die Scheide verlassen hat. Die Bewegung wird in der Folge im Halbkreis nach oben fortgeführt, wobei mit der linken Hand nach Verlassen der Scheide das Schwert am Rücken begleitet wird, bis die Spitze frontal zum Kontrahenten weist. Da das japanische Schwert einseitig geschliffen ist, weist die Klinge in der ersten Phase des Ziehens nach oben. Nach Verlassen der Scheide wird die Schneide dann nach unten gedreht. Wegen der Klinge ist in der ganzen Bewegung das Schneiden des Kontrahenten im Wirkungskreis des Schwertes immanent.

## Ausführung mit Schwert/Bokken
Aikidō wird ausschließlich defensiv eingesetzt. Zur besseren Erklärung der Technik wird deshalb die Situation vorausgesetzt, dass der Angreifer kein Schwert besitzt, sonst würde er dieses ziehen. Stattdessen muss er verhindern, dass der Aikidōka (Aikidō-Ausübender) seines ziehen kann. 
Das Ziehen versucht er zu verhindern, in dem er die rechte Hand des Schwertträgers spätestens in dem Moment blockiert, in dem dieser den Griff des Schwertes fasst. Der Schwertträger ist dann in seiner Zugbewegung nach vorne, entgegen dem Kontrahenten blockiert. 
Der Aikidō-Ausübende kann die Blockade dadurch auflösen, dass er seine Zugbewegung ein klein wenig variiert: Durch leichtes Zurseitetreten nach rechts aus der frontalen Angriffsrichtung heraus wird es ihm möglich, am Angreifer vorbei die vorwärtsgerichtete Zugbewegung trotzdem auszuführen. 
Bei optimaler, wuchtig ausgeführter Bewegung wird der Angreifer von der Klinge direkt bedroht bzw. mit großer Wahrscheinlichkeit lebensbedrohlich geschnitten. Da der Aikidōka nicht daran interessiert ist, den Angreifer ernsthaft zu verletzen, kontrolliert er das Schneiden der Klinge, indem er dieses am Schwertrücken mit seiner linken Hand führt und es in der Abfolge der Bewegung sachte aber bestimmt zum Hals des Angreifers begleitet. 
Durch die Klinge am Hals ist der Angreifer zu keiner nennenswerten Gegenwehr mehr in der Lage. Er wird mit der Klinge am Nacken zu Boden geleitet und in einer Immobilisation kontrolliert. 
Weitere Varianten sind möglich, indem beispielsweise die Eintrittsbewegung nach links, hinter den Rücken des Angreifer erfolgt; siehe auch Ausführungsvarianten ura waza. Andere Varianten der Technik Ikkyo entstehen, in dem die halbkreisförmig nach oben ausgeführte Bewegung stärker seitlich horizontal nach rechts geführt wird. Der Schnitt, bzw. die Bedrohung des Angreifers durch die Klinge, erfolgt dann stärker gegen dessen Körper, statt mit Priorität gegen den Hals. 

## Ausführung ohne Schwert/Bokken

Bewegungsablauf des Ikkyō bei Ausführung ohne Schwert/Bokken

Die Ausführung der Technik erfolgt ohne Schwert, respektive Bokken, in völlig identischer Weise: Der Aikidōka begegnet einem Griff an seine "schwertführende" rechte Hand, indem er sich ein klein wenig seitlich aus der Angriffsrichtung des Kontrahenten heraus begibt. Dabei lässt er jedoch zu, dass dieser seine Hand zu fassen kriegt. 
Durch die seitliche Bewegung aus der Angriffslinie heraus ist der Aikidōka in seiner Bewegung frei. Er führt in exakt derselben Form eine Bewegung aus, wie wenn er ein Schwert ziehen würde. Mit seiner linken Hand führt er allerdings nicht den Schwertrücken, sondern stößt gegen den Ellbogen des Kontrahenten im Halbkreis nach oben und nach vorne. Durch diese wuchtige Vorwärtsbewegung mit dem ganzen Körper wird der Angreifer in entgegengesetzte Richtung abgedreht und zurückgestoßen. 
Die Wirkung tritt dadurch ein, dass die ganze kinetische Energie der Vorwärtsbewegung des Angreifers, unterstützt durch das leichte Zurseitetreten aus der Angriffslinie, umgelenkt, dieser in seiner Initialbewegung destabilisiert und die Energie auf den Angreifer zurückgeworfen wird.  
Variationen der Ausführung sind in allen Aikidō-Stilen möglich, wobei jedoch die Prinzipien beibehalten werden.

## Abschluss der Technik mittels Immobilisation
Alle Varianten von Ikkyo werden üblicherweise in eine Immobilisation überführt. 

## Referenzen und Belege
- A. Westbrook, O. Ratti: Aikido and the dynamic Sphere. Tuttle, Rutland VT u. a. 1996, ISBN 0-8048-0004-9.
- Aikidjournal.com Enzyklopädie, Ikkyō